# Shipton (North Yorkshire)
Shipton is een civil parish in het bestuurlijke gebied Hambleton, in het Engelse graafschap North Yorkshire.